# Rifabutina
Rifabutina (Rfb) es un antibiótico usado para tratar la tuberculosis y prevenir y tratar el complejo de Mycobacterium avium. Por lo general, solo se usa en personas que no pueden tolerar la rifampicina, como las personas con VIH/SIDA en tratamiento con antirretrovirales. Para la tuberculosis activa se usa con otros medicamentos antimicobacterianos.  Para la tuberculosis latente, se puede usar sola cuando la exposición fue con TB resistente a los medicamentos.
Los efectos secundarios comunes incluyen dolor abdominal, náuseas, erupción cutánea, dolor de cabeza y niveles bajos de neutrófilos en la sangre.  Otros efectos secundarios incluyen dolores musculares y uveítis.  Si bien no se han encontrado daños durante el embarazo, no se ha estudiado bien en esta población. La rifabutina está en la familia de medicamentos de la rifamicina.  Su mecanismo de acción no está claro.
La rifabutina fue aprobada para uso médico en los Estados Unidos en 1992.  Está en la Lista de medicamentos esenciales de la Organización Mundial de la Salud, los medicamentos más efectivos y seguros que se necesitan en un sistema de salud.  El costo mayorista en el mundo en desarrollo es de aproximadamente US$30 por mes. En los Estados Unidos un mes de tratamiento cuesta más de US$200.
La rifabutina ahora se recomienda como tratamiento de primera línea para la tuberculosis, pero la rifampicina se usa más ampliamente debido a su menor precio. Sin embargo, debido a la expiración de las patentes, los precios ahora son similares. 
La rifabutina se usa en el tratamiento de la enfermedad de por elcomplejo de Mycobacterium avium, una infección bacteriana que se presenta con mayor frecuencia en personas con SIDA en etapa tardía. Su principal utilidad radica en el hecho de que tiene menos interacciones farmacológicas que la rifampicina; por lo tanto, las personas con VIH/SIDA en TARV generalmente reciben rifabutina para el tratamiento de la TB. 
La rifabutina es bien tolerada en personas con tuberculosis (TB) relacionada con el VIH, pero los nuevos hallazgos sugieren que con un recuento bajo de células CD4 tiene un alto riesgo de fracaso al tratamiento o recaída debido a la resistencia adquirida a la rifamicina. Dado que es probable que los pacientes coinfectados con TB y VIH/SIDA reciban tratamiento para la TB primero, cuando se suprime el CD4 en el momento en que comienza el tratamiento para la TB, los médicos y los pacientes deben estar conscientes de una posible resistencia a la rifamicina. 
La rifabutina también se está investigando en ensayos para tratar la enfermedad de Crohn como parte de la terapia anti-MAP. En un estudio de Fase III que administró dosis sub-terapéuticas de rifabutina en terapia de combinación a pacientes no identificados con infecciones por MAP, se asoció con beneficios significativos a corto plazo.
También se ha encontrado que es útil en el tratamiento de la infección por Chlamydophila pneumoniae (Cpn). 

## Historia
Los científicos de la compañía farmacéutica italiana Achifar descubrieron la rifabutina en 1975. (Con el tiempo Archifar se convirtió en parte de Farmitalia Carlo Erba, una unidad del conglomerado Montedison que posteriormente fue comprada por Pharmacia) La compañía subsidiaria Adria Laboratories solicitó la aprobación por parte de la Administración de Alimentos y Medicamentos (FDA) de la rifabutina bajo la marca Mycobutin a principios de 1990 y el medicamento obtuvo la aprobación en diciembre de 1992. 
La rifabutina es un antibiótico principalmente bactericida usado para tratar la tuberculosis.  Su efecto sobre las bacterias se basa en el bloqueo de la ARN polimerasa dependiente de ADN por la rifamicina S, un derivado semisintético. Es eficaz, por ejemplo, en micobacterias altamente resistentes, bacterias Gram-positivas (y algunas son efectivas contra bacterias Gram-negativas), pero también es efectiva contra Mycobacterium tuberculosis, M. leprae y M. avium intracellulare. 